# Classe Serna
Classe Serna è il codice identificativo, in ambito NATO, corrispondente alla classe di mezzi da sbarco Progetto 11770, realizzata per la marina russa. Dodici imbarcazioni sono state costruite nel decennio 1994-2014. Quattro imbarcazioni, destinate all'esportazione ed identificate come Progetto 11771, sono state realizzate nel 1994.

## Impiego operativo
Il 6 maggio 2022, durante l'Invasione russa dell'Ucraina del 2022, un'imbarcazione di classe Serna attraccata all'Isola dei Serpenti è stata distrutta dall'attacco di un drone ucraino Bayraktar TB2  ,di fabbricazione turca. Oryx ha identificato un veicolo 9A331 TLAR (per 9K331 Tor-M1) a bordo del mezzo da sbarco, anch'esso distrutto dal drone.